# Jarle Pedersen
Jarle Pedersen (* 15. Juni 1955 in Alta) ist ein ehemaliger norwegischer Eisschnellläufer.

## Werdegang
Pedersen, der sich auf die Kurzdistanzen spezialisiert hatte, nahm von 1967 bis 1985 meist an nationalen Wettbewerben teil und erreichte dabei in den Jahren 1979 sowie 1984 mit dem dritten Platz im Sprint-Mehrkampf seine beste Platzierung bei norwegischen Meisterschaften. International startete er erstmals in der Saison 1976/77 und errang im Februar 1979 bei der Sprintweltmeisterschaft in Inzell den 16. Platz. Bei seiner einzigen Teilnahme an Olympischen Winterspielen im Februar 1980 in Lake Placid wurde er Sechster über 500 m. In der Saison 1980/81 lief er bei der 3-Bahnen-Tournee in Innsbruck auf den dritten Platz im Sprint-Mehrkampf und kam bei seiner letzten Teilnahme an Weltmeisterschaften bei der Sprintweltmeisterschaft 1981 in Grenoble auf den 25. Platz. Nach seinem Karriereende im Jahr 1985 war er als Eisschnelllauftrainer tätig und von 2009 bis 2014 Nationaltrainer des norwegischen Eisschnelllaufteams. Sein Sohn Sverre Lunde Pedersen ist ebenfalls als Eisschnellläufer aktiv.

## Erfolge

### Olympische Spiele
- 1980 Lake Placid: 6. Platz 500 m

### Sprint-Weltmeisterschaften
- 1979 Inzell: 16. Platz Sprint-Mehrkampf
- 1981 Grenoble: 25. Platz Sprint-Mehrkampf

## Persönliche Bestleistungen
| Disziplin | Zeit        | Datum            | Ort     |
| --------- | ----------- | ---------------- | ------- |
| 500 m     | 38,02 s     | 19. Januar 1980  | Davos   |
| 1000 m    | 1:17,32 min | 19. Januar 1980  | Davos   |
| 1500 m    | 2:04,73 min | 13. März 1980    | Savalen |
| 3000 m    | 4:39,50 min | 16. März 1983    | Oslo    |
| 5000 m    | 8:17,38 min | 10. Februar 1974 | Oslo    |